# Мандзоні — Музео-делла-Лібераціоне (станція метро)
41°53′25″ пн. ш. 12°30′25″ сх. д. / 41.89028° пн. ш. 12.50694° сх. д.
Мандзоні — Музео-делла-Лібераціоне (італ. Manzoni – Museo della Liberazione) - станція лінії А Римського метрополітену. Відкрита 16 лютого 1980 році у першій черзі лінії А (від Ананьїна до Оттавіано).
Розташована під рогом віале Манцоні (італ. viale Manzoni), віа Емануеле Філіберто(італ. Emanuele Filiberto) та віа Сан Куїнтино (італ. via San Quintino), район Есквіліно
Є станцією з двома окремими тунелями, в кожному з яких знаходиться окрема платформа.

## Реконструкція
Станція зазнала серйозної реконструкції з січня 2006 року по жовтень 2007 року, коли було вдосконалено ескалатори та електричні мережі безпеки та зв'язку. Під час робіт було знайдено археологічні залишки, і це збільшило тривалість робіт. По відкриттю станцію було перейменовано на Мандзоні — Музео-делла-Лібераціоне. 

## Пам'ятки
Поблизу станції розташовані:
- Історичний музей Визволення Риму[en]
- П'яцца-Данте
- Лікарня Сан-Джованні
- Факультет комп'ютерних наук і систем університету "La Sapienza"

## Пересадки
- Автобуси: 51, 360, 590.
- Трамвай: 3.